# Xankəndi
Xankəndi (kiejtéseⓘ), vagy másképp Sztepanakert (örményül: Ստեփանակերտ; oroszul: Степанакерт (Sztyepanakert)) város Azerbajdzsánban. Hegyi-Karabah Köztársaság fővárosa volt 1994-2023 között. A város 2023 októberében gyakorlatilag kihalt, szellemvárossá vált, csak néhány száz fő maradt.

## Története
1994-ben lett Hegyi-Karabah Köztársaság fővárosa.

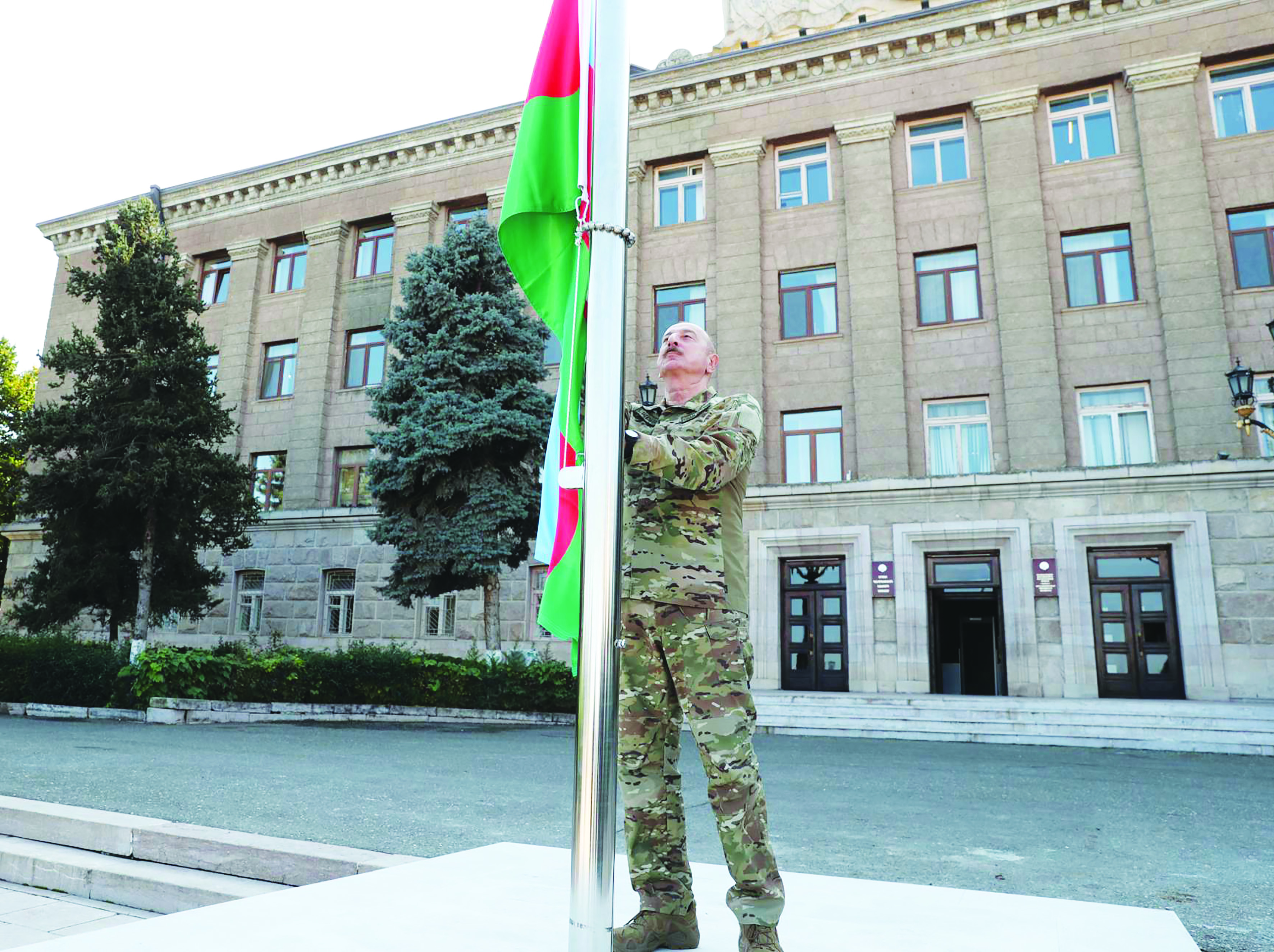
Az azeri elnök felvonja az azeri lobogót

İlham Əliyev azeri elnök 2023. október 15-én látogatást tett a városban. Megtaposta a hegyi-karabahi zászlót illetve felhúzta az azeri zászlót, jelképezve, hogy legyőzték az örményeket.

## Nevének eredete

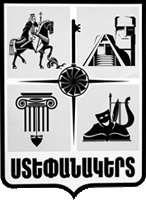
A város címere 2023-ig

Sztepanakertet korábban Vararakn-nak hívták (jelentése korai tavasz), első írásos említése a középkorból származik. Az azerbajdzsáni állítások szerint azonban a 18. századnál előbb nem létezett itt település. Az ő véleményük úgy tartja, Sztepanakertet először azeriek alapították Xanın kəndi (Káni falu) néven.
Örmény nevét a város 1923-ban Sztyepan Sahumján örmény származású bolsevik forradalmár után kapta.

## Népesség

### Népességének változása
| Lakosok száma | 3118 | 10 459 | 20 333 | 30 293 | 38 980 | 56 705 | 49 848 | 53 400 |
|               | 1926 | 1939   | 1959   | 1970   | 1979   | 1989   | 2005   | 2011   |

### Etnikumok
Lakosságának zöme örmény volt 2023 szeptemberéig, amikor Örményországba menekült mindenki. A városnak egykoron volt tatár etnikumú kolóniája is, amely mára teljesen asszimilálódott.
Az azeri lakosság 2023 októberétől folyamatosan települ vissza a városba.

## Gazdaság
A kilencvenes évek háborús időszaka előtt a város gazdasága többnyire a környező területek mezőgazdaságán, selyemiparán és borkészítésén alapult. Az ezekhez kapcsolódó ipar a háborúban többnyire megsemmisült. Az elmúlt években azonban, köszönhetően az örmény diaszpóra által küldött pénzeknek és befektetéseknek, kezd beindulni a város gazdasága és némileg mérsékeltebb ütemben a turizmusa is. Számos szálloda nyílt, az ausztrál-örmény Jack Abolakian vezette Hotel Nairihez hasonlóan.